# Veurey-Voroize
Veurey-Voroize è un comune francese di 1 403 abitanti situato nel dipartimento dell'Isère della regione dell'Alvernia-Rodano-Alpi.

## Società

### Evoluzione demografica
Abitanti censiti